# Digital Command Control
Digital Command Control (DCC) är en teknik för att styra en modelljärnväg så att ett eller flera lok och tillbehör kan manövreras var för sig på en och samma strömkrets.